# Przestrzeń regularna
Przestrzeń regularna i przestrzeń {\displaystyle T_{3}} to terminy w topologii odnoszące się do tej samej lub bardzo pokrewnych własności oddzielania.

## Definicje
Powiemy, że w przestrzeni topologicznej {\displaystyle X} punkty mogą być oddzielane od zbiorów domkniętych przez zbiory otwarte jeśli
dla każdego zbioru domkniętego {\displaystyle F\subseteq X} i dowolnego punktu {\displaystyle x\in X\setminus F} można znaleźć rozłączne zbiory otwarte {\displaystyle U,V\subseteq X} takie że {\displaystyle x\in U} i {\displaystyle F\subseteq V{:}}
Czasami w sytuacji jak przedstawiona na rysunku powyżej mówi się, że punkt {\displaystyle x} i zbiór domknięty {\displaystyle F} są rozdzielone przez otoczenia otwarte {\displaystyle U,V}.
Przestrzeń topologiczna {\displaystyle X} jest przestrzenią regularną wtedy i tylko wtedy, gdy {\displaystyle X} jest przestrzenią T1 w której punkty mogą być oddzielane od zbiorów domkniętych przez zbiory otwarte.

## Dyskusja nazewnictwa
Istnieją pewne niekonsekwencje w użyciu terminów przestrzeń regularna i przestrzeń {\displaystyle T_{3}} w literaturze. Na przykład Kuratowski w swojej monografii definiuje
- przestrzeń regularną jako przestrzeń topologiczną w której punkty mogą być oddzielane od zbiorów domkniętych przez zbiory otwarte, oraz
- przestrzeń {\displaystyle T_{3}} jako przestrzeń regularną która jest także przestrzenią T1.

Z drugiej strony Engelking definiuje
- bycie przestrzenią {\displaystyle T_{3}} i bycie przestrzenią regularną jako tę samą własność (pokrywającą się z naszym znaczeniem przestrzeni regularnej).

Z powodu tych i podobnych rozbieżności, czytelnik literatury topologicznej powinien zawsze upewnić się co do znaczenia terminów stosowanych w danym artykule czy też książce. Wydaje się jednak że terminologia stosowana przez Engelkinga jest najbardziej popularna i my także będziemy się jej trzymać.

## Przykłady
- Większość naturalnych przykładów przestrzeni topologicznych jest {\displaystyle T_{3}.} W szczególności przykładami takich przestrzeni są: przestrzeń liczb rzeczywistych z naturalną topologią, przestrzenie euklidesowe i ogólniej przestrzenie metryczne.
- Każda przestrzeń Tichonowa jest przestrzenią regularną, ale istnieją przestrzenie regularne które nie są {\displaystyle T_{3{\frac {1}{2}}}.} Na przykład rozważmy podzbiór {\displaystyle M=:\{(x,y)\in \mathbb {R} ^{2}:y\geqslant 0\}\cup \{(0,-1)\}} płaszczyzny z kartezjańskim układem współrzędnych. Na zbiorze {\displaystyle M} wprowadzamy topologię {\displaystyle \tau } przez określenie bazy otoczeń {\displaystyle {\mathcal {B}}(x,y)} w każdym punkcie {\displaystyle (x,y)\in M{:}}
  - jeśli {\displaystyle y>0,} to {\displaystyle {\mathcal {B}}(x,y)=\{\{(x,y)\}\},}
  - jeśli {\displaystyle y=0,} to {\displaystyle {\mathcal {B}}(x,y)} składa się ze wszystkich zbiorów postaci {\displaystyle \{(x,v)\in \mathbb {R} ^{2}:0\leqslant v\leqslant 2\ \}\cup \{(x+v,v)\in \mathbb {R} ^{2}:0\leqslant v\leqslant 2\}\setminus B,} gdzie {\displaystyle B} jest zbiorem skończonym,
  - {\displaystyle {\mathcal {B}}(0,-1)=\{U_{i}:i=1,2,3,\dots \},} gdzie {\displaystyle U_{i}=\{(0,-1)\}\cup \{(u,v)\in \mathbb {R} ^{2}:i\leqslant u\}.}

Wtedy {\displaystyle (M,\tau )} jest przestrzenią regularną, ale nie jest przestrzenią Tichonowa.
- Istnieją przestrzenie {\displaystyle T_{2}} które nie są {\displaystyle T_{3}.} Rozważmy na przykład zbiór {\displaystyle X=[0,1]} z topologią {\displaystyle \tau } otrzymaną przez rozszerzenie naturalnej topologii na {\displaystyle [0,1]} o zbiór {\displaystyle [0,1]\setminus \{{\tfrac {1}{n}}:n=2,3,4\ldots \}.} Wtedy {\displaystyle (X,\tau )} jest przestrzenią Hausdorffa, która nie jest regularna.

## Własności
- Przestrzeń topologiczna {\displaystyle X} spełniająca warunek {\displaystyle T_{1}} jest przestrzenią regularną wtedy i tylko wtedy, gdy

dla każdego punktu {\displaystyle x\in X} i jego otoczenia otwartego {\displaystyle V} (tak więc {\displaystyle x\in V\subseteq X}) istnieje otoczenie {\displaystyle U} punktu {\displaystyle x} którego domknięcie jest zawarte w {\displaystyle V} (tzn. {\displaystyle x\in U\subseteq \mathrm {cl} (U)\subseteq V}).
- Każda regularna przestrzeń topologiczna {\displaystyle X} która jest przeliczalna lub spełnia drugi aksjomat przeliczalności jest także przestrzenią normalną.
- Podzbiór przestrzeni {\displaystyle T_{3}} traktowany jako przestrzeń topologiczna jest znów przestrzenią {\displaystyle T_{3}.} Własność być przestrzenią {\displaystyle T_{3}} jest więc własnością dziedziczną.
- Iloczyn kartezjański (z topologią Tichonowa) przestrzeni {\displaystyle T_{3}} jest przestrzenią {\displaystyle T_{3}.}